# Charrua
Charrua – brazylijski transporter opancerzony skonstruowany w zakładach Moto Pecas. Nie produkowany seryjnie.
Charrua była zbudowana klasycznie. Przedział napędowy znajdował się z przodu kadłuba. Obok niego swoje znajdowały się stanowiska załogi (mechanika-kierowcy i siedzącego za nim dowódcy-strzelca wkm). Zajmowali oni swoje stanowiska poprzez włazy w górnej płycie pancerza. W tylnej części kadłuba znajdował się przedział desantowy (do 9 żołnierzy desantu). Desant zajmował miejsca w pojeździe przez dwuskrzydłowe tylne drzwi o szerokości 65 cm.
Opancerzenie Charruy chroniło przed pociskami wkm kalibru 12,7 mm (z przodu) i km kalibru 7,62 mm (z boków i tyłu). Z przodu kadłuba możliwy był montaż dodatkowego pancerza chroniącego przed pełnokalibrowymi pociskami przeciwpancernymi o kalibrze do 20 mm.
Charrua była uzbrojona w wkm M2HB kalibru 12,7 mm. Opcjonalnie proponowano montaż pancernej wieży z karabinem maszynowym kalibru 7,62 lub 12,7, albo armatą automatyczną kalibru 20 lub 25 mm.